# Carl Foreman
Pour les articles homonymes, voir Foreman.
Carl Foreman est un scénariste et producteur américain né le 23 juillet 1914 à Chicago et mort le 26 juin 1984 à Beverly Hills. Dans les années 1950, il fut une des victimes du maccarthysme et inscrit sur la liste noire du cinéma.

## Biographie
Carl Foreman nait au sein d'une famille de Juifs originaires de l'Empire russe. Il grandit dans le quartier malfamé de Hell's Kitchen à New York et suit des études de droit qu'il finance en travaillant dans une épicerie de son quartier. Il abandonne finalement ses études et vivote de petits boulots, puis quitte finalement New York pour Hollywood où il parvient à trouver du travail comme scénariste pour des producteurs de cinéma de Série B
Il rentre finalement à la Monogram Pictures par l'entremise de Dore Schary. Durant la période de la Seconde guerre mondiale, Foreman est affecté au service de Frank Capra, où il s'initie aux techniques du cinéma.
Dans l'Après-guerre, Carl Foreman se lie d'amitié avec le producteur Stanley Kramer avec lequel il projette de monter une compagnie de cinéma. Entretemps il écrit plusieurs scénario pour Richard Fleicher. En 1949 il écrit le scénario du film Le Champion tourné par Mark Robson et dont l'interprète principal est Kirk Douglas, et surtout La Demeure des braves, un film tourné en cachette par Mark Robson pour éviter que la MGM ne découvre que le héros du film était James Edwards, un acteur Noir. Toujours la même année, Carl Foreman écrit le scénario de The Men, un film où Marlon Brando joue le rôle d'un paraplégique dont il fait une parabole de l'individu confronté à une collectivité hostile. Un thème que l'on retrouve dans La Demeure des braves et plus tard dans l’écriture du scénario du film Le train sifflera trois fois. «Je suis socialiste et je crois que seul un effort collectif, un effort de classe, peut bouleverser une société» confiera plus tard Foreman lors d'un entretien avec Bertrand Tavernier

### Inscrit sur laliste noire du cinéma
Dénoncé par le scénariste Martin Berkeley, Carl Foreman est convoqué le 24 septembre 1951 à Washington par la Commission des Activités Anti-Américaines pendant le tournage de Le train sifflera trois fois. Accusé d'être membre du Parti communiste, Foreman est menacé d'emprisonnement à moins qu'il n'accepte de coopérer avec la Commission, c'est-à-dire de dénoncer ses amis. Carl refuse et quitte précipitamment les États-Unis pour se réfugier à Londres.
Au Royaume-Uni, il continue sa carrière de scénariste en utilisant des pseudonymes. Il est ainsi l'auteur - sans être crédité - du scénario du Pont de la rivière Kwaï.

## Filmographie

### Comme scénariste
- 1941 : Bowery Blitzkrieg (en) de Wallace Fox
- 1941 : Spooks Run Wild de Phil Rosen
- 1942 : Rhythm Parade (en) de Howard Bretherton et Dave Gould
- 1945 : Know Your Enemy: Japan (en) (documentaire) de Frank Capra et Joris Ivens
- 1948 : So This Is New York de Richard Fleischer
- 1949 : Le Champion (Champion) de Mark Robson
- 1949 : La Demeure des braves (Home of the Brave) de Mark Robson
- 1949 : Le Pigeon d'argile (The Clay Pigeon) de Richard Fleischer
- 1950 : La Femme aux chimères (Young Man with a Horn) de Michael Curtiz
- 1952 : Le train sifflera trois fois (High Noon) de Fred Zinnemann
- 1954 : La bête s'éveille (The Sleeping Tiger) de Joseph Losey
- 1957 : Le Pont de la rivière Kwaï (The Bridge on the River Kwai) de David Lean
- 1958 : La Clef (The Key) de Carol Reed
- 1961 : Les Canons de Navarone (The Guns of Navarone) de J. Lee Thompson
- 1963 : Les Vainqueurs (The Victors) de lui-même
- 1969 : L'Or de MacKenna (Mackenna's Gold) de J. Lee Thompson
- 1972 : Les Griffes du lion (Young Winston) de Richard Attenborough
- 1980 : Le Jour de la fin du monde (When Time Ran Out...) de James Goldstone

### Comme producteur
- 1952 : Le train sifflera trois fois (High Noon) de Fred Zinnemann
- 1958 : La Clef (The Key) de Carol Reed
- 1961 : Les Canons de Navarone (The Guns of Navarone) de J. Lee Thompson
- 1963 : Les Vainqueurs (The Victors) de lui-même
- 1968 : Otley de Dick Clement
- 1969 : Les Soldats vierges (The Virgin Soldiers)
- 1969 : L'Or de MacKenna (Mackenna's Gold) de J. Lee Thompson
- 1972 : Nés pour être libre (Living Free)
- 1972 : Les Griffes du lion (Young Winston) de Richard Attenborough
- 1979 : Meurtres à San Francisco (The Golden Gate Murders) (TV)